# تعاقب أولي

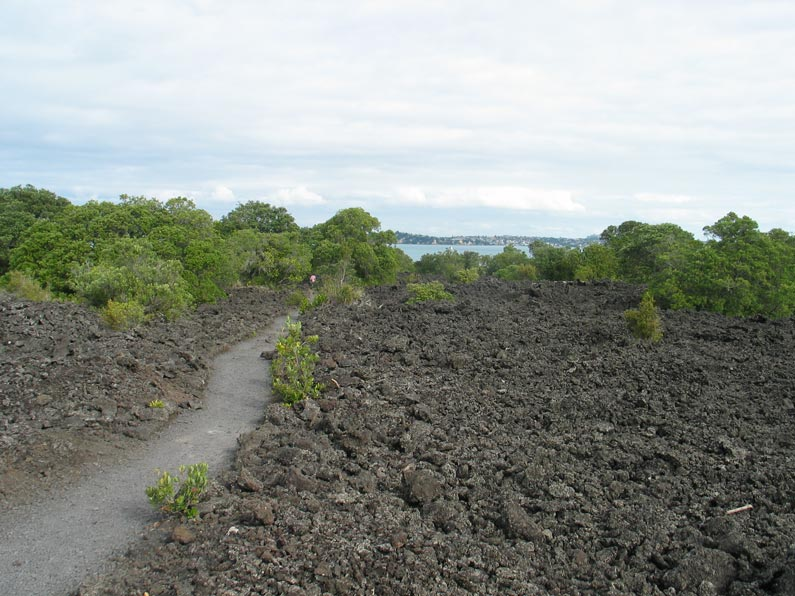
تعاقب أولي على جزيرة رانغيتوتو

التعاقب الأولي هو المرحلة الأولية  من التعاقب البيئي بعد حدوث اضطراب شديد، والذي يحدث عادة في بيئة خالية من النباتات والكائنات الحية الأخرى. وعادةً ما تفتقر هذه البيئات إلى التربة، حيث تؤدي الاضطرابات مثل تدفق الحمم البركانية أو تراجع الأنهار الجليدية إلى تجريد البيئة من العناصر الغذائية.
في المقابل، يحدث التعاقب الثانوي على ركائز كانت تدعم الغطاء النباتي سابقًا قبل حدوث اضطراب بيئي. يحدث هذا عندما تؤدي الاضطرابات الأصغر مثل الفيضانات والأعاصير والحرائق إلى تدمير الحياة النباتية المحلية فقط وتترك مغذيات التربة للتأسيس الفوري بواسطة الأنواع المجتمعية الوسيطة.

## حدوثه
في التعاقب الأولي أنواع رائدة مثل الـ أشنيات و الطحالب و الفطريات و العوامل اللاأحيائية كـ الرياح والمياه لتصلح الموطن، تبدأ على مجموعات صخريّة مثل الجبال أو البراكين أو أماكن لا تحتوي على كائنات حيّة أو تربة.وهذا يجعل منها أقرب من الدرجة المثلى لنمو الأوعية النباتيّة لتكون التربة أو مجموعة ترابيّة فهي أهم عمليّة.وسرعان ما تطغى عليها نباتات ذات تناسب أفضل للتقلبات البيئية أقل وهذه النباتات تشتمل على أوعية نباتيّة كـ الحشائش والشجيرات والّتي هي قادرة على العيش دون الحاجة لتربة كثيفة وعادةً ما تكون معدنيّة. وعلى سبيل المثال أبواغ الفطريات والأشنات، من فصائل رائدة، تنتشر نحو أرض صخريّة ثم تنشق الصخور لقطع أصغر والمواد العضوية تتصاعد تدريجيًا، فيمنح أفضليّة لنمو نباتات أكبر كـ الحشائش والسراخس والأعشاب.
تلك النباتات تحسّن الموطن أكثر وتزيد التكيف لنبات ذات غطاء نباتي أكبر كـ الشجيرات أو حتّى الأشجار ذات الحجم المتوسط أو الكبير.وبالتالي تنجذب حيوانات أكثر للمكان وأخيرًا تتحقق مجموعة قميّة.

## أمثله لها
ومن الأمثلة المثلى لـ التعاقب الأولي يأتي بعد حدوث ثوران بركاني. الحمم البركانيّة تتدفق نحو البحر وتصلبه ليصبح أرضًا جديدة. الناتج منها أرض قاحلة أول ما تستعمر من قبل النباتات ذات النوع الرائد والتي تسهل العقبات للتالي من النباتات التي لها القدرة على تحمل درجات حراريّة منخفضة مثل أشجار الخشب الصلب، بتمهيد تكون التربة، خصوصًا من خلال التسارع الحيوي لـ التجوية وبالإضافة إلى حطام عضوي لسطح الحطام الصخري.مثال لتعاقب أولي، جزيرة سرتسي، الجزيرة الّتي تكوّنت في عام 1963 ميلادي بعد ثوران بركاني من قاع المحيط.وجزيرة سرتسي قريبة من الساحل الجنوبي لجزيرة أيسلنده ويتم مراقبتها لمتابعة مراحل التعاقب الأولي.

رسم بياني لمراحل التعاقب الأولي